# Falsogastrallus librinocens
Falsogastrallus librinocens is een keversoort uit de familie klopkevers (Anobiidae). De wetenschappelijke naam van de soort is voor het eerst geldig gepubliceerd in 1938 door Fisher.